# Neuhofen an der Krems
Pour les articles homonymes, voir Neuhofen.
Neuhofen an der Krems est une commune (Marktgemeinde) autrichienne du district de Linz-Land, en Haute-Autriche.

## Géographie
La municipalité se trouve sur la rivière Krems, affluent de la Traun en Haute-Autriche, à quelques kilomètres au sud-ouest de Linz.

## Personnalités
- Georg von Derfflinger (1606–1695), feld-maréchal brandebourgeois ;
- Hans Stadlmair (1929–2019), chef d'orchestre et compositeur.